# Opisthoxia farantes
Opisthoxia farantes är en fjärilsart som beskrevs av William Schaus 1901. Opisthoxia farantes ingår i släktet Opisthoxia och familjen mätare. Inga underarter finns listade i Catalogue of Life.